# Marjoleinmijt
De marjoleinmijt (Aceria labiatiflorae) is een galmijt uit de familie Eriophyidae. 

## Gal
De gallen die de marjoleinmijt vormt op de waardplant, verschijnen op zowel de bloeiwijze als de bladeren onder de bloeiwijze.

## Fotogalerij

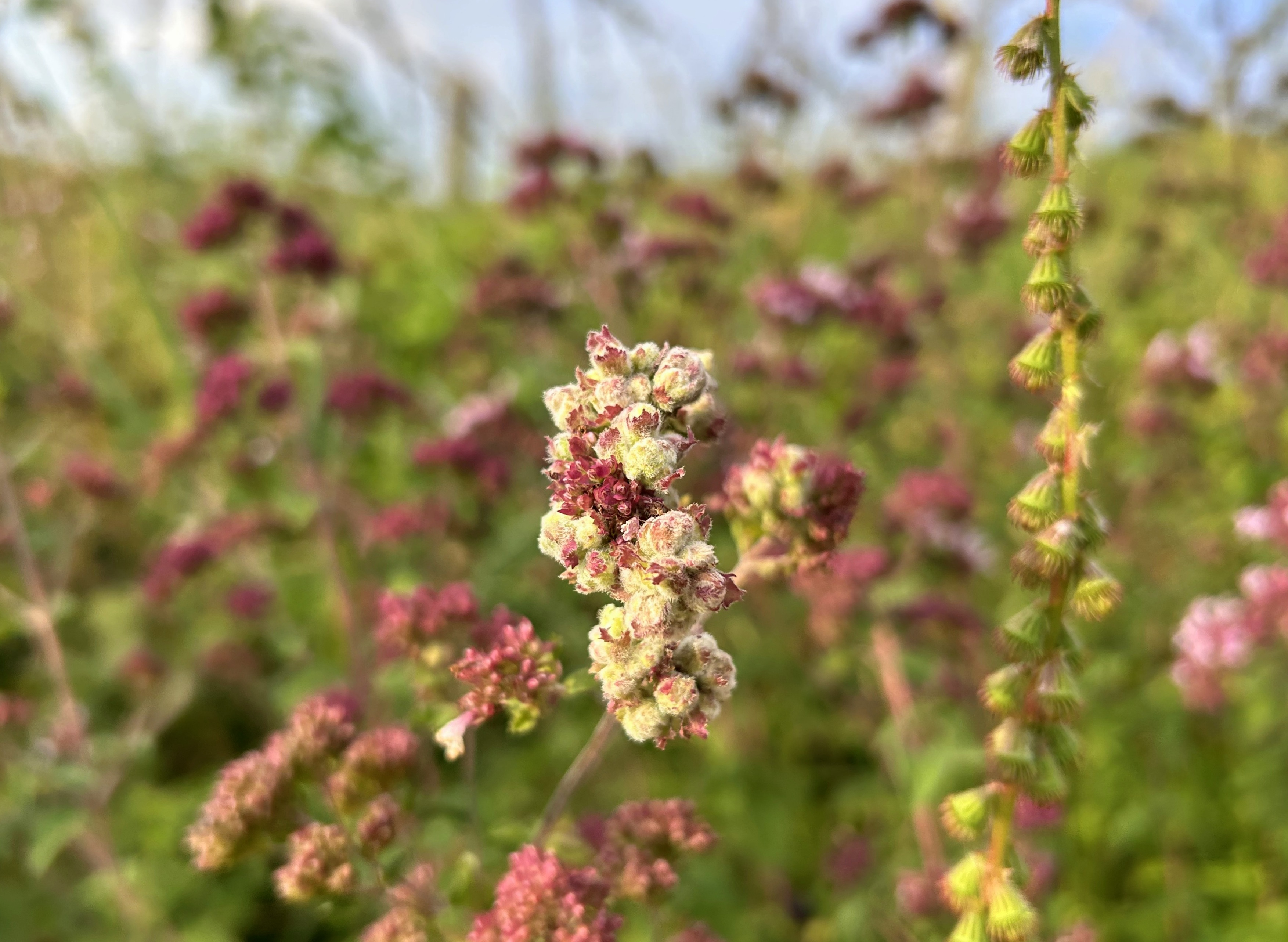
Gallen op wilde marjolein, hier in de associatie van dauwbraam en marjolein